# Erythroseris amabilis
Erythroseris amabilis es una especie de planta fanerógama perteneciente a la familia Asteraceae. Se encuentra solamente en Socotra en Yemen.

## Hábitat y ecología
Se encuentra en la piedra caliza en el bosque semi-caducifolio (con Buxanthus hildebrandtii y Gnidia socotrana ) a una altitud de 500 a 550 metros. Originalmente descrito por Balfour en las rocas al suroeste de Galonsir. Las dos colecciones recientes se hicieron a partir de la misma o cerca de una localidad. Forbes (1903) observó la planta por debajo de la Adho Dimellus Pass en las montañas Haggeher. No se ha visto allí recientemente y este registro debe ser tratado con precaución. Una hierba distintiva con las flores abundantes de color lila y hojas suculentas.

## Taxonomía
Erythroseris amabilis fue descrito por (Balf.f.) N.Kilian & Gemeinholzer y publicado en Willdenowia 37. 2007 293 2007.
Sinonimia
- Prenanthes amabilis Balf.f.[4]